# Olszaki (Pyszków)
Olszaki – część wsi Pyszków w Polsce, położona w województwie łódzkim, w powiecie sieradzkim, w gminie Brzeźnio.
W latach 1975–1998 Olszaki administracyjnie należały do województwa sieradzkiego. 